# Trifluormethansulfonát skanditý
Trifluormethansulfonát skanditý, též triflát skanditý, je organická sloučenina, skanditá sůl kyseliny trifluormethansulfonové. Používá se jako reaktant v organické chemii, kde funguje jako Lewisova kyselina. Na rozdíl od ostatních Lewisových kyselin je stabilní vůči vodě a v organických reakcích může být často použit jako skutečný katalyzátor místo použití ve stechiometrickém množství. Získává se reakcí oxidu skanditého a kyseliny trifluormethansulfonové.
Příkladem použití této látky je Mukaijamova aldolová adice benzaldehydu se silylenoletherem cyklohexanonu (s výtěžností 81 %):